# Минченко, Виктор Иванович
Виктор Иванович Минченко — фотохудожник, член Донецкой областной организации НСФХУ, AFIAP.

## Биография
Родился 5 мая 1946 года в слободе Белая Курской области. В раннем детстве с родителями переехал в Горловку. В школьные годы увлёкся фотографией после того, как отец в седьмом или восьмом классе подарил фотоаппарат «ФЭД». Окончил Донецкий государственный университет по специальности «математика» в 1971 году. После службы в армии работал математиком—программистом в организации, связанной с энергетикой (ДонОРГРЭС). Программное обеспечение, в разработке которого Виктор Иванович принимал участие, использовалось на крупнейших ГРЭС Донецкой области Углегорской, Зуевской-2, Славянской, а также на Ставропольской ГРЭС. . Также работал шахтёром, имеет более семнадцати лет подземного стажа. В настоящее время — пенсионер..
Первые публикации в местной прессе относятся к 1975 году, когда В.Минченко стал участником фотоконкурса, организованного газетой «Кочегарка». Отмеченные призами по результатам данного конкурса, во время встречи в редакции газеты, пришли к единодушному мнению что настало время организовать городской фотоклуб. Что и было сделано. Наставником, учителем и непререкаемым авторитетом для собравшихся фотолюбителей стал бывший фронтовой корреспондент и действующий в то время фотокор газеты «Кочегарка» Андрей Ефимович Москаленко. Клубные снимки стали регулярно появляться в газете. К сожалению активная работа фотолюбителей в течение полутора лет сошла на нет.
В начале 80-х годов фотолюбительское движение стало активно развиваться по всей стране. Не остались в стороне и горловчане. С помощью тогда уже маститых фотолюбителей Донецкого Народного фотоклуба «Уголек» в 1981 году был организован горловский фотоклуб «Горизонт» и Виктор Минченко стал его участником. Принимал участие в городских, областных, республиканских, всесоюзных, международных выставках и республиканских круговых обменах клубными коллекциями. В международных фотовыставках принимает участие с 1982 года.
С 1990 года — член Союза фотохудожников СССР.
С 1991 года — член Национального Союза Фотохудожников Украины.
20 апреля 2007 года получил звание AFIAP (художник международной федерации фотографического искусства). В.Минченко первым получил это звание среди фотографов Донецкой области.

## Основные выставки и награды
- 1976 — Дипломант фотоконкурса газеты «Кочегарка»
- 1982 — Всесоюзная выставка «Армавир-82» — медаль участника
- 1982 — Международная выставка «АССОФОТО-82» — диплом
- 1983 — Всесоюзная выставка фотопортрета «Современник-83» — диплом 3-й степени
- 1983 — Межклубный обмен «Украинское кольцо» — диплом 1-й степени
- 1983 — Испания (FIAP) «Европа-83» — медаль участника
- 1985 — Польша (г. Катовице) — диплом
- 1986 — Гонконг (FIAP) — диплом
- 1986 — Чехословакия (г. Страконице) — «Женщина-86» — диплом
- 1987 — ВДНХ СССР — Знак ВЦСПС «За достижения в самодеятельном искусстве»
- 1989 — Выставка-конкурс «150 лет светописи»(г. Арцыз) — диплом 2-й степени
- 1991 — «100-летию Одесского Фотообщества посвящается»(г. Арцыз) — диплом 2-й степени
- 1991—2010 — (Донецк, Киев) — участие в отчетных выставках Национального Союза фотохудожников Украины
- 2005 — Малайзия (FIAP) 5th SABAN INTERNATIONAL EXHIBITION OF PHOTOGRAPHY
- 2006 — Сербия, Белград (FIAP) -XI INTERNATIONAL SALON OF ART PHONOGRAPHS
- 2006 — Горловский художественный музей — персональная выставка, посвященная 60-летию автора
- 2006 — США (FIAP) — TROPICAL IMAGE INTERNATIONAL EXHIBITION ELECTRONIC IMAGING DIVISION — почетная лента
- 2006 — США (FIAP) — 5th Suncoast Virtual Salon-PALM HARBOR
- 2006 — Словения (FIAP) — 3th International Exhibition of Photography MINIATURE 2006-KRANJ-Slovenie
- 2006 — Франция, Париж (FIAP) — 1st FIAP CLUBS WORLD CUP
- 2007 — США (FIAP) — Tropical Image International Exhibition
- 2009 — НСФХУ, Одесская фотографическая ассоциация (посвящается 170-летию фотографии) — Диплом 1-й степени в золотой номинации
- 2010 — Украина (Донецк) — Донецкий край глазами его жителей — диплом 3-й степени
- 2011 — XVI выставка НСФХУ — серебряная медаль НСФХУ[6]
- 2011 — «В плену мгновения» (персональная выставка Горловский художественный музей)[7][8]
- 2011 — «Горловка — мой город»[9]
- 2012 — Украина (Киев) — Отчетная выставка НСФХУ
- 2013 — Украина (Киев) — «УКРАИНА ПРАВОСЛАВНАЯ»
- 2013 — Украина (Киев) — Отчетная выставка НСФХУ «ТРИ ПОГЛЯДИ НА УКРАЇНСЬКУ ФОТОГРАФІЮ»- серебряная медаль НСФХУ
- 2013 — Украина, Киев (FIAP) — Fotosalon «MY JOURNEY-2013/179» — золотая медаль IAAP
- 2014 — Донецк, ХВЦ «АРТДОНБАСС» — «Уголь Зрения»
- 2014 — Горловка, Художественный музей — «Уголь Зрения»
- 2015 — Донецк, ХВЦ «АРТДОНБАСС» — " ВОПРЕКИ… "